# Адам Вайсхаупт
Йохан Адам Вайсхаупт (на немски: Johann Adam Weishaupt) е немски философ и основател на Ордена на илюминатите на 1 май 1776 г. (тогава е 28-годишен) и няколко месеца преди да бъде обявена Декларацията за независимост на САЩ на 4 юли 1776 г. Тринадесет години по-късно ще избухне и Френската революция от 1789 г., а година по-късно (1790) в Белгия на Хабсбургите ще започне Брабантската революция и ще последва обявяването на независимост на Съединените белгийски щати. През 1760-те се създава и банкерската династия Ротшилд.

## Детство и юношество
Роден е на 6 февруари 1748 г. в немския град Инголщат, в независимото Курфюрство Бавария, част от Свещената римска империя на немския народ, в семейството на университетския преподавател Йохан Георг Вайсхаупт. Баща му умира през 1753 г. в Хайлигентал, близо до Вюрцбург, когато Адам е 5-годишен. Посещава йезуитското училище в Инголщат.
През 1773 г. се жени за Ана-Мария Заузенхофер, от която има седем деца:
- Вилхелм Дамианус (1784 – 1802)
- Франц Едуард (1786 – 1864)
- Карл Романус (1787 – 1853)
- Ернст Фердинанд Готфрид (1789-?)
- Шарлоте Мариане (1792 – 1867)
- Алфред Йозеф Хайнрих (?-1872)

## Изграждане на възгледите му
Вайсхаупт е пламенен защитник на деизма и републиканизма.
Когато бащата на Адам умира, той е на 5-годишна възраст и попечителството му е поето от кръстника му Йохан Адам Фрайхер фон Икщат, който, като Адамовия баща, също е преподавател по право в Университета на Инголщат, с професорска титла. Кръстникът му посвещава Адам във философията на просвещенеца Кристиан Волф (24 януари 1679 – 9 април 1754). По значение Волф е поставян наравно с Кант и Лайбниц. Волф е идеолог на рационализма.
През 1775 г. се запознава с философията на баварския философ Йохан Георг Хайнрих Федер (15 май 1740 – 22 май 1821), син на пастор Мартин Хайнрих Федер, от Шорнвайсах, Княжество Байройт. Федер ясно се противопоставя на идеализма на Кант (22 април 1724 – 12 февруари 1804).

## Създаване на Ордена
Професорът по църковно право и практическа философия на Университета Инголщат Адам Вайсхаупт основава на 1 май 1776 г. с двама свои студенти Съюза на перфектибилистите (на немски: Bund der Perfektibilitsten, от латински: perfectibilis – способен на съвършенство). При това той приема прозвището „брат Спартак“.
Десет години след създаването на Ордена, през 1777 г., Адам Вайсхаупт е приет в мюнхенската масонска ложа Theodor zum guten Rath.
Орденът е забранен през 1784 г. от курфюрста на Бавария Карл Теодор, а Вайсхаупт загубва мястото си на преподавател в Университета на Инголщат, след което той напуска Бавария.
Видни последователи на Ордена са:
- граф Фердинанд, принц Брунсвик-Люнебургски от долнокасконското градче Волфенбютел, пруски фелдмаршал, участник в Седемгодишната война; член е също така и на Великата национална ложа родоначалник „Трите глобуса“ (на немски: Große National-Mutterloge „Zu den drei Weltkugeln“), в която е членувал и Фридрих Велики, много близък до френския мислител Волтер;
- Франц Ксавер фон Цвак;
- Принцовете от династиите Гота (чийто наследник е и Симеон II) и Ваймар;
- Йохан Волфганг фон Гьоте;
- Йохан Готфрид фон Хердер;

## Произведения
- Oratio panegirica in Laudem Egolphi a Knoeringen Episcopi quondam Augustani (1768)
- De Lapsu Academiarum Commentatio Politica (1775)
- Ueber Materialismus und Idealismus (1787)[1]
- (1786) Über die Schrecken des Todes – eine philosophische Rede.
- (1788) Geschichte der Vervollkommnung des menschlichen Geschlechts.
- (1788) Über die Gründe und Gewißheit der Menschlichen Erkenntniß.
- (1788) Über die Kantischen Anschauungen und Erscheinungen.
- (1788) Zweifel über die Kantischen Begriffe von Zeit und Raum.
- (1793) Über Wahrheit und sittliche Vollkommenheit.
- (1794) Über die Lehre von den Gründen und Ursachen aller Dinge.
- (1794) Über die Selbsterkenntnis, ihre Hindernisse und Vorteile.
- (1797) Über die Zwecke oder Finalursachen.
- (1802) Über die Hindernisse der baierischen Industrie und Bevölkerung.
- (1804) Die Leuchte des Diogenes.
- (1817) Über die Staats-Ausgaben und Auflagen.
- (1818) Über das Besteuerungs-System.